# Frances Parkinson Keyes
Frances Parkinson Keyes, född 21 juli 1885, död 3 juli 1970, var en amerikansk författare.
Frances Parkinson Keyes växte upp i ett förnämt professorshem i Virginia, och studerade bland annat i Boston, Genève och Berlin. Hon gifte sig 1904 med republikanske politikern Henry Wilder och tillbringade mycket tid på resor världen runt. Keyes var flitigt verksam som journalist, särskilt i husmoderstidningar. Hon gjorde sig uppskattad för en lång rad goda underhållningsromaner, spännande, välskrivna, förträffliga i miljöteckningen, inte utan människokunskap, såsom The old gray homestead (1919), Lady Blanche farm (1931), Senator Marlowe's daughter (1933), The great tradition (1939), Fielding's folly (1940, svensk översättning De ha tagit mitt hjärta, 1942), som handlar om en originell sydstatsfamilj, All that glitters (1941, svensk översättning Guld och glitter, 1943), en societetsskildring från Washington, Crescent carnival (1942, svensk översättning 1944), som gav färgrika bilder ur herrgårdsliv i Louisiana och karnevalsliv i New Orleans, Also the Hills (1943, svensk översättning Hjärtats länkar, 1946), där livet på landet kontrasteras mot tillvaron i den amerikanska huvudstaden, The river road (1945, svensk översättning 1948), som skildrar generationsmotsättningar i en aristokratisk kreolfamilj i Louisiana, Came a cavalier (1947) och Dinner at Antoine's (1948, svensk översättning 1949). Keyses skrev några böcker om religiösa personligheter, bland annat Bernadette (1940). Personligt hållna var Letters from a senator's wife (1924) och Along a little way (1940).